# Jakubów (Mińsk)
Pour les articles homonymes, voir Jakubów.
Jakubów (prononciation : [jaˈkubuf]) est un village polonais de la gmina de Jakubów dans le powiat de Mińsk de la voïvodie de Mazovie dans le centre-est de la Pologne.

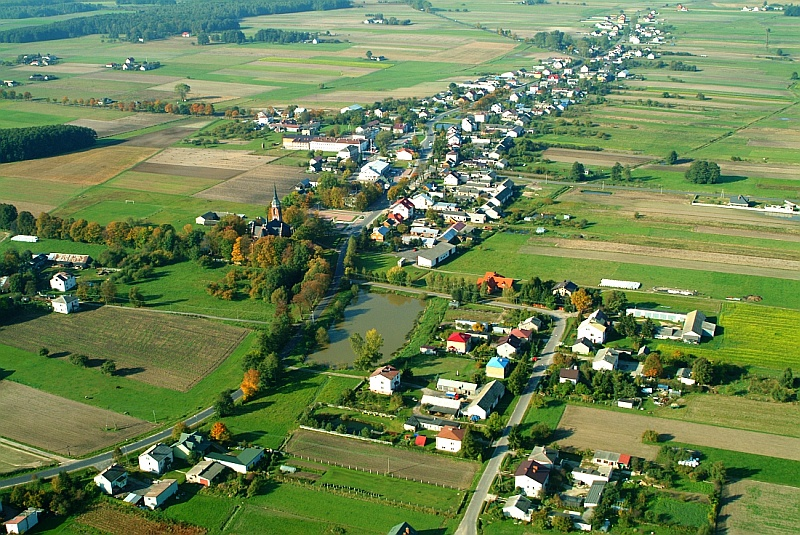
Vue aérienne du village

Le village est le siège administratif (chef-lieu) de la gmina appelée gmina de Jakubów.
Il se situe à environ 5 kilomètres au nord-est de Mińsk Mazowiecki (siège du powiat) et à 47 kilomètres à l'est de Varsovie (capitale de la Pologne).

## Histoire
De 1975 à 1998, le village appartenait administrativement à la voïvodie de Siedlce.